# Estação De los Incas - Parque Chas
A Estação De los Incas - Parque Chas é uma das estações do Metro de Buenos Aires, situada em Buenos Aires, entre a Estação Tronador - Villa Ortúzar e a Estação Echeverría. Faz parte da Linha B.
Foi inaugurada em 09 de agosto de 2003. Localiza-se no cruzamento da Avenida Triunvirato com a Avenida De los Incas. Atende os bairros de Parque Chas e Villa Ortúzar.
Foi inaugurada junto com a Estação Tronador - Villa Ortúzar, pelo então chefe de governo da cidade, Aníbal Ibarra. O tramo que compreende as duas estações inauguradas tem 1,8 quilômetro de extensão, e as obras no mesmo se iniciaram no ano 2000. O custo do trecho inaugurado se estima em 47 milhões de dólares.

## Instalações
Entre as comodidades que oferece esta estação, conta-se com as escadas mecânicas e elevadores para descapacitados, assim como também indicações em Braille. Entre os banheiros, conta-se de comunas e daqueles adequados especialmente para descapacitados.
Los Incas conta com um vestíbulo localizado no extremo oeste, a 6,27 metros da superfície com dois grupos de acessos. O primeiro, sobre a Avenida Combatientes de Malvinas, conta com uma escada fixa e outra mecânica, além do ascensor exterior; o segundo está localizado na interseção da Avenida de Los Incas e Triunvirato.
Outra característica desta estação é seu salão de exposições, que em sua primeira etapa serviu para expor ao público os restos de um gliptodonte que se encontrou durante a escavação dos túneis.

## Decoração
A estação Los Incas está decorada com desenhos inspirados em motivos pré-colombianos que desenvolveram temas da cultura andina. Os mesmos foram realizados pelos artistas plásticos Armando Dilon e María Eggers Lan. Na plataforma se pode apreciar também uma gigantesca máscara dourada com motivos da cultura Chimú originária do norte do Peru. A máscara foi construída por Héctor Pinola, ex-cenógrafo do Teatro Colón. A estação carecia de contaminação visual até que, em outubro de 2007, a concessionária Metrovías instalou televisores e informes publicitários.

## Parque Chas
A denominação inicial da estação foi unicamente Los Incas, mas ao recuperar Parque Chas seu reconhecimento oficial como bairro novamente ficou dentro deste e se decidiu mudar seu nome.

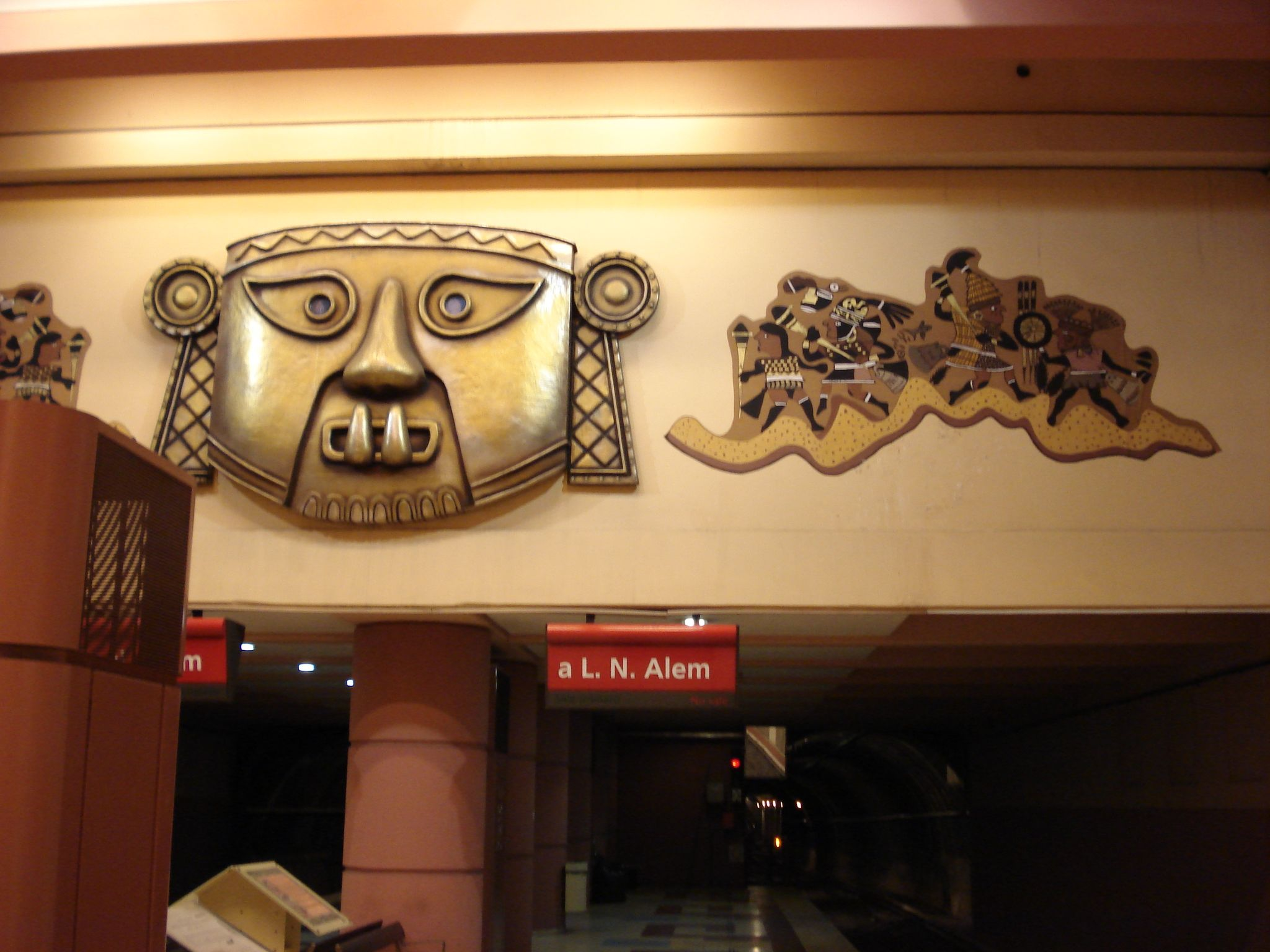
Máscara chimú
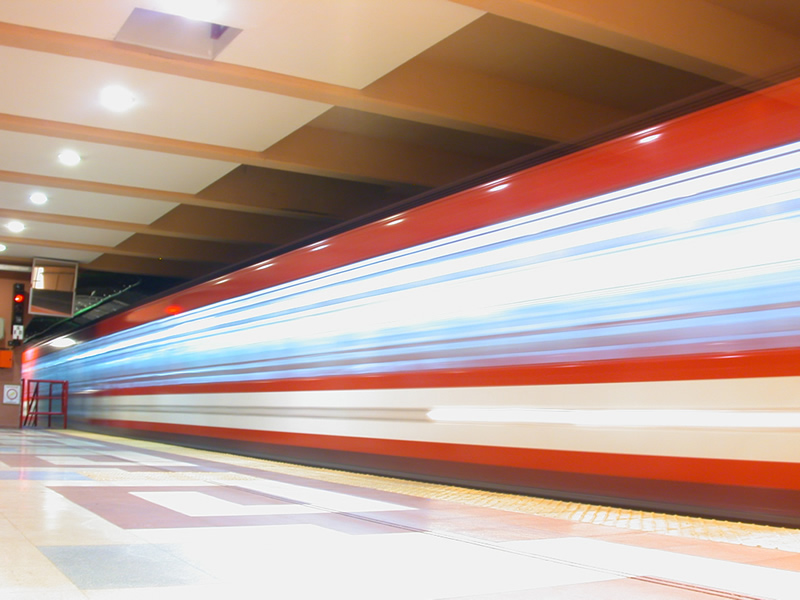
Formação a seu passo por Los Incas